# Skoda-Kauba
Škoda-Kauba Flugzeugbau va ser un fabricant d'aeronaus txecoslovac, format durant la Segona Guerra Mundial com a empresa conjunta entre Otto Kauba i Škoda. Kauba va produir una sèrie de dissenys innovadors i la companyia va construir diversos prototips, amb l'entrenador SK 257 entrant en producció limitada abans de ser cancel·lat. L'empresa va deixar d'existir al final de la guerra.

## Història
Otto Kauba va ser un enginyer austríac que va desenvolupar una idea nova per a una bomba volant durant la Segona Guerra Mundial i la seva amistat personal amb Hermann Göring va conduir a una col·laboració conjunta amb Skoda. Škoda-Kauba Flugzeugbau es va obrir a Praga, Txecoslovàquia el 1942.
Kauba va arribar a produir diversos avions innovadors i la companyia va construir diversos prototips, com l'entrenador de caça SK 257 que va entrar en producció limitada abans de ser cancel·lat. La companyia va deixar de existir quan Praga va ser alliberada al final de la guerra el 1945.
Després de la guerra, Kauba va tornar a la seva Àustria natal i més tard va dissenyar el primer avió construït al país en la postguerra, el OFW OK-15.